# مقاطعة ترينتو
مقاطعة ترينتو (بالإيطالية: Provincia autonoma di Trento)‏، مقاطعة شمال إيطاليا متمتعة بالحكم الذاتي في إقليم ترينتينو التو اديجي عاصمتها مدينة ترينتو، عدد سكانها 504.824 نسمة ومساحتها 6207 كيلومتر مربع وبها 223 بلدية وثاني أهم مدنها بعد العاصمة مدينة روفيريتو، يحدها شمالا مقاطعة بُلسانة، ومن الشرق إقليم فينيتو عند مقاطعة بيلونو ومقاطعة فِشنزة ومقاطعة فيرونا، وغربا إقليم لُمبَرديا عند مقاطعة بريشا ومقاطعة سُندِرية.
يطابق منطقة ترينتينو التاريخي والجغرافي، وهو جزء من جنوب تيرول.

## بلدات في مقاطعة ترينتو
- بازيلغا دي بينيه